# 原口雅臣
原口 雅臣（はらぐち まさおみ、1974年2月19日 - ）は、NHKのアナウンサー。

## 人物
大阪市生まれの東京都北区育ち。東京都立小石川高等学校、九州大学文学部を卒業し、1997年にNHKへ入局。
好きな食べ物は朝鮮料理、揚げ物。
主に緊急報道で活躍するほか、『土曜スタジオパーク』の司会を務めていた時代には「はらぐっちゃん」という愛称で親しまれていた。
2018年12月には水戸放送局に応援で派遣され、ローカルニュースのキャスターを担当した。
2020年3月の人事異動で前橋放送局へ異動し、アナウンスグループ統括として『ほっとぐんま630』のキャスターを2025年3月まで5年間務めた。

## 現在の担当番組
- マイあさ!（2025年3月31日 - 、ラジオ第1） - ニュースリーダー
- ラジオニュース（2025年3月31日 - 、ラジオ第1）
  - 『ふんわり』内ニュース担当（平日 午前10:30 - 10:33）
  - 平日11時担当（平日 午前11:00 - 11:05）

## 過去の担当番組
宮崎放送局時代（1度目）（1997年度 - 2001年度）
- 宮崎県のニュース・中継・リポート

福岡放送局時代（2002年度 - 2005年7月）
- 福岡県・九州沖縄のニュース
- おはようサタデー九州沖縄（2002年4月 - 2004年3月）
- 情報ワイド福岡いちばん星（2004年4月 - 2005年7月） - サブキャスター
- とびうめ国文祭開会式（2004年） - 司会

ラジオセンター時代（2005年8月 - 2007年2月）
- ディレクター業務

東京アナウンス室時代（1度目）（2007年3月 - 2008年度）
- NHK BSニュース
  - 平日22時 - 翌日1時担当（2007年3月 - 2008年6月13日）
  - 平日7時 - 10時担当（2008年6月16日 - 2009年3月27日）

宮崎放送局時代（2度目）（2009年度 - 2013年6月）
- 宮崎県のニュース・中継・リポート
- ニュースWAVE宮崎（2009年4月 - 2013年6月）
- ニュース845宮崎（不定期）

北九州放送局時代（2013年7月 - 2017年5月）
- ニュースブリッジ北九州（2013年8月5日 - 2017年3月31日）
- ニュース845北九州（不定期）
- きたきゅうたいむ（編集責任者）
- アナウンス統括、デスク業務
- コールサインアナウンス担当（異動後も使用）
- ニュースウオッチ9・NEWS WEB（2015年8月17日 - 28日） - 小見誠広の代理ニュースリーダー

東京アナウンス室時代（2度目）（2017年6月 - 2019年度）
- 首都圏ネットワーク（2017年6月14日 - 2019年10月22日） - リポーター・ニュースリーダー
- ニュース・気象情報・リポート（主に関東甲信越ローカル）
- ニュース645（不定期）
- 土曜スタジオパーク（2018年4月7日 - 2020年3月14日） - 司会
- 国際報道2017（2017年10月11日 - 13日） - 松岡忠幸の代理キャスター
- 首都圏ニュース845（2018年3月8日・6月20日・7月10日・17日・11月15日・22日・12月4日・2019年1月31日・2月28日）
- 茨城県のニュース（2018年12月13日・14日、水戸放送局）
- マイあさ!（2019年8月5日 - 9日・10月14日 - 18日、ラジオ第1） - 小見誠広の代理ニュースリーダー
- BSニュース 4K（2019年12月3日・5日 - 6日・2020年3月3日 - 4日、NHK BS1） - 糸井羊司、滑川和男の代理キャスター

前橋放送局時代（2020年度 - 2024年度）
- ほっとぐんま630（2020年3月30日 - 2025年3月27日） - メインキャスター
- 群馬スペシャル（2020年度 - 2024年度、不定期）
- アナウンスグループ統括

ラジオセンター時代（2025年度 - ）